# Dissimilation (Biologie)
Dissimilation (lateinisch dissimilatio ‚Ungleichmachung‘) ist der katabolische Stoff- und Energiewechsel von Lebewesen, bei dem Bestandteile des Organismus (zum Beispiel Fette, Kohlenhydrate) abgebaut werden, meistens unter Energiegewinnung. Dabei kann zwischen Kohlenstoff-, Stickstoff-, Schwefel-, Phosphat- und Mineralstoff-Dissimilation unterschieden werden. Assimilation bezeichnet den umgekehrten Stoff- und Energiewechsel, bei dem organismusfremde Stoffe in organismuseigene Stoffe umgewandelt werden, meistens unter Energiezufuhr.

## Eigenschaften

Prinzip der Dissimilation bei Kohlenhydraten

Man unterscheidet Atmung (aerob und anaerob) und Gärung. Die freigesetzte Energie wird in Form von energiereichen Verbindungen, als Adenosintriphosphat (ATP) oder Acetat, für energieverbrauchende Lebensvorgänge und/oder für die Bildung von Wärme nutzbar gemacht.
Bei der Atmung werden Stoffe („Substrate“) oxidiert. Die bei der Oxidation freigesetzten Elektronen werden über die Atmungskette auf externe Elektronenakzeptoren übertragen.
- Bei der aeroben Atmung dient Sauerstoff (O2) als Elektronenakzeptor. Sie tritt bei allen aeroben Lebewesen auf und liefert die meiste Energie (Freie Enthalpie), bezogen auf die Menge des abgebauten Stoffs (Substrat). Organische Verbindungen als Substrate werden dabei vollständig zu Kohlenstoffdioxid (CO2) und Wasser (H2O) abgebaut.
- Bei der anaeroben Atmung dienen anstelle von Sauerstoff andere Stoffe als externe Elektronenakzeptoren: Nitrat (NO3−), Fumarat, dreiwertige Eisen-Ionen (Fe3+), Sulfat (SO42−)[2] oder organische Sulfonate.[3][4]

Gärungen verlaufen ohne Verbrauch externer Elektronenakzeptoren, ohne Atmungskette. Der Abbau des Substrats ist meist unvollständig, die Abbauprodukte werden ausgeschieden. Die ATP-Ausbeute ist relativ gering und liegt bei etwa 2 bis 4 Mol ATP je Mol Substrat.

## Worterklärung
Die Bezeichnung Dissimilation ist aus dem lateinischen dissimilis, d. h. unähnlich, gebildet und als Gegensatz zu Assimilation (lat. assimilatio ‚Angleichung‘) zu verstehen. Als Assimilation bezeichnet man die Umwandlung von aus der Umgebung aufgenommenen, anorganischen oder körperfremden organischen (= heterotrophe Assimilation) Stoffen zu körpereigenen. Bei der Dissimilation werden diese Stoffe wieder zu körperfremden Stoffen umgewandelt, die ausgeschieden werden.